# ルイージ・フィオラヴァンティ
ルイージ・フィオラヴァンティ（Luigi Fioravanti、1981年1月22日 - ）は、アメリカ合衆国の男性総合格闘家。イタリア系アメリカ人。フロリダ州セントピーターズバーグ出身。アメリカン・トップチーム・オーランド所属。

## 来歴
高校時代に柔道を学んだ。高校卒業後、アメリカ海兵隊に入隊し、2003年のイラクの自由作戦に派遣された。海兵隊員としてカリフォルニア、イラクに派遣されている間にブラジリアン柔術、キックボクシングのトレーニングを開始した。
2004年4月10日、プロデビュー。
2006年4月6日、UFC初参戦となったUltimate Fight Night 4でクリス・リーベンと対戦し、判定負け。プロデビューからの連勝は7で止まった。
2006年6月24日、The Ultimate Fighter 3 Finaleでソロモン・ハッチャーソンと対戦し、左フックでKO勝ち。ノックアウト・オブ・ザ・ナイトを受賞した。
2006年9月9日、D.O.G VIIで門馬秀貴と対戦し、パウンドでTKO勝ち。
2008年6月21日、The Ultimate Fighter: Team Rampage vs. Team Forrest Finaleでディエゴ・サンチェスと対戦し、パウンドでTKO負け。
2009年2月7日、UFC Fight Night: Lauzon vs. Stephensでアンソニー・ジョンソンと対戦し、パウンドでTKO負けを喫した。

## 戦績
| 総合格闘技 戦績 | 総合格闘技 戦績 | 総合格闘技 戦績 | 総合格闘技 戦績 | 総合格闘技 戦績 | 総合格闘技 戦績 | 総合格闘技 戦績 |
| --------------- | --------------- | --------------- | --------------- | --------------- | --------------- | --------------- |
| 25 試合         | (T)KO           | 一本            | 判定            | その他          | 引き分け        | 無効試合        |
| 17 勝           | 8               | 2               | 7               | 0               | 0               | 0               |
| 8 敗            | 4               | 2               | 2               | 0               | 0               | 0               |

| 勝敗 | 対戦相手                 | 試合結果                           | 大会名                                                     | 開催年月日     |
| ×    | ジョン・コロシ           | 1R 0:42 チョークスリーパー         | Hoosier FC 4: Showdown at the Steel Yard                   | 2010年6月11日  |
| ×    | ピート・スプラット       | 3R 0:42 TKO（パンチ連打）          | MFC 25: Vindication                                        | 2010年5月7日   |
| ○    | シェイン・プリム         | 5分3R終了 判定3-0                  | Raging Wolf 6: Mayhem in the Mist 2                        | 2010年1月23日  |
| ○    | マット・ラグラー         | 3分3R終了 判定3-0                  | C3 Fights: Slammin Jammin Weekend 3                        | 2009年12月11日 |
| ×    | ジョン・アレッシオ       | 3R 1:34 KO（パンチ連打）           | MFC 22: Payoff 【MFCウェルター級王座決定戦】               | 2009年10月2日  |
| ○    | ファブリシオ・ナシメント | 1R 4:44 KO（パンチ連打）           | XC-1: Xtreme MMA Championship                              | 2009年6月18日  |
| ×    | アンソニー・ジョンソン   | 1R 4:39 TKO（右フック→パウンド）   | UFC Fight Night: Lauzon vs. Stephens                       | 2009年2月7日   |
| ○    | ブロディ・ファーバー     | 5分3R終了 判定3-0                  | UFC: Fight for the Troops                                  | 2008年12月10日 |
| ×    | ディエゴ・サンチェス     | 3R 4:07 TKO（跳び膝蹴り→パウンド） | The Ultimate Fighter: Team Rampage vs. Team Forrest Finale | 2008年6月21日  |
| ○    | ルーク・クモ             | 5分3R終了 判定3-0                  | UFC 82: Pride of a Champion                                | 2008年3月1日   |
| ○    | フランク・カマチョ       | 1R TKO（ドクターストップ）         | PXC 12: Settling the Score                                 | 2007年7月12日  |
| ×    | フォレスト・ペッツ       | 5分3R終了 判定0-3                  | UFC Fight Night: Stout vs. Fisher                          | 2007年6月12日  |
| ×    | ジョン・フィッチ         | 2R 3:05 チョークスリーパー         | UFC 68: The Uprising                                       | 2007年3月3日   |
| ○    | デイブ・メネー           | 1R 4:44 TKO（右フック→パウンド）   | UFC Fight Night: Sanchez vs. Riggs                         | 2006年12月13日 |
| ○    | 門馬秀貴                 | 1R 2:31 TKO（パウンド）            | D.O.G VII                                                  | 2006年9月9日   |
| ○    | ソロモン・ハッチャーソン | 1R 4:15 KO（左フック）             | The Ultimate Fighter 3 Finale                              | 2006年6月24日  |
| ○    | ステファン・ポトヴィン   | 5分3R終了 判定3-0                  | APEX: Evolution                                            | 2006年6月10日  |
| ×    | クリス・リーベン         | 5分3R終了 判定0-3                  | Ultimate Fight Night 4                                     | 2006年4月6日   |
| ○    | ショーン・サリー         | 1R ギブアップ（パンチ連打）        | Absolute Fighting Championships 15                         | 2006年2月18日  |
| ○    | ティム・スタウト         | 5分3R終了 判定3-0                  | Full Throttle 4                                            | 2005年9月9日   |
| ○    | ジョージ・アレン         | 3R 3:39 TKO（パンチ連打）          | RFC 2: Battle of the Bay 2                                 | 2005年7月22日  |
| ○    | ハンス・カンコ           | 2R 2:09 TKO（パンチ連打）          | North American Combat Challenge                            | 2005年6月18日  |
| ○    | マヌエル・ガルシア       | 1R終了時 TKO（タオル投入）         | Absolute Fighting Championships 12                         | 2005年4月30日  |
| ○    | チアゴ・ゴンサウヴェス   | 5分2R終了 判定3-0                  | Absolute Fighting Championships 11                         | 2005年2月12日  |
| ○    | キール・リード           | 1R 3:14 ギブアップ                 | Obaktagon Challenge 1                                      | 2004年4月10日  |

## 表彰
- UFC ノックアウト・オブ・ザ・ナイト（1回）